# Cyanallagma corbeti
Cyanallagma corbeti – gatunek ważki z rodziny łątkowatych (Coenagrionidae).